# Bicellaria nigra
Bicellaria nigra is een vliegensoort uit de familie van de Hybotidae. De wetenschappelijke naam van de soort is voor het eerst geldig gepubliceerd in 1824 door Meigen.